# Zimmeresche
Die Zimmeresche (Radermachera sinica, Syn.: Stereospermum sinicum Hance, englisch auch China doll, Serpent tree ‚Schlangenbaum‘ oder Emerald tree ‚Smaragdbaum‘ genannt) ist eine Pflanzenart aus der im tropischen und subtropischen Asien verbreiteten Gattung Radermachera in der Familie der Trompetenbaumgewächse (Bignoniaceae). Sie wird auch als Zimmerpflanze bzw. Kübelpflanze verwendet.

## Beschreibung

### Vegetative Merkmale

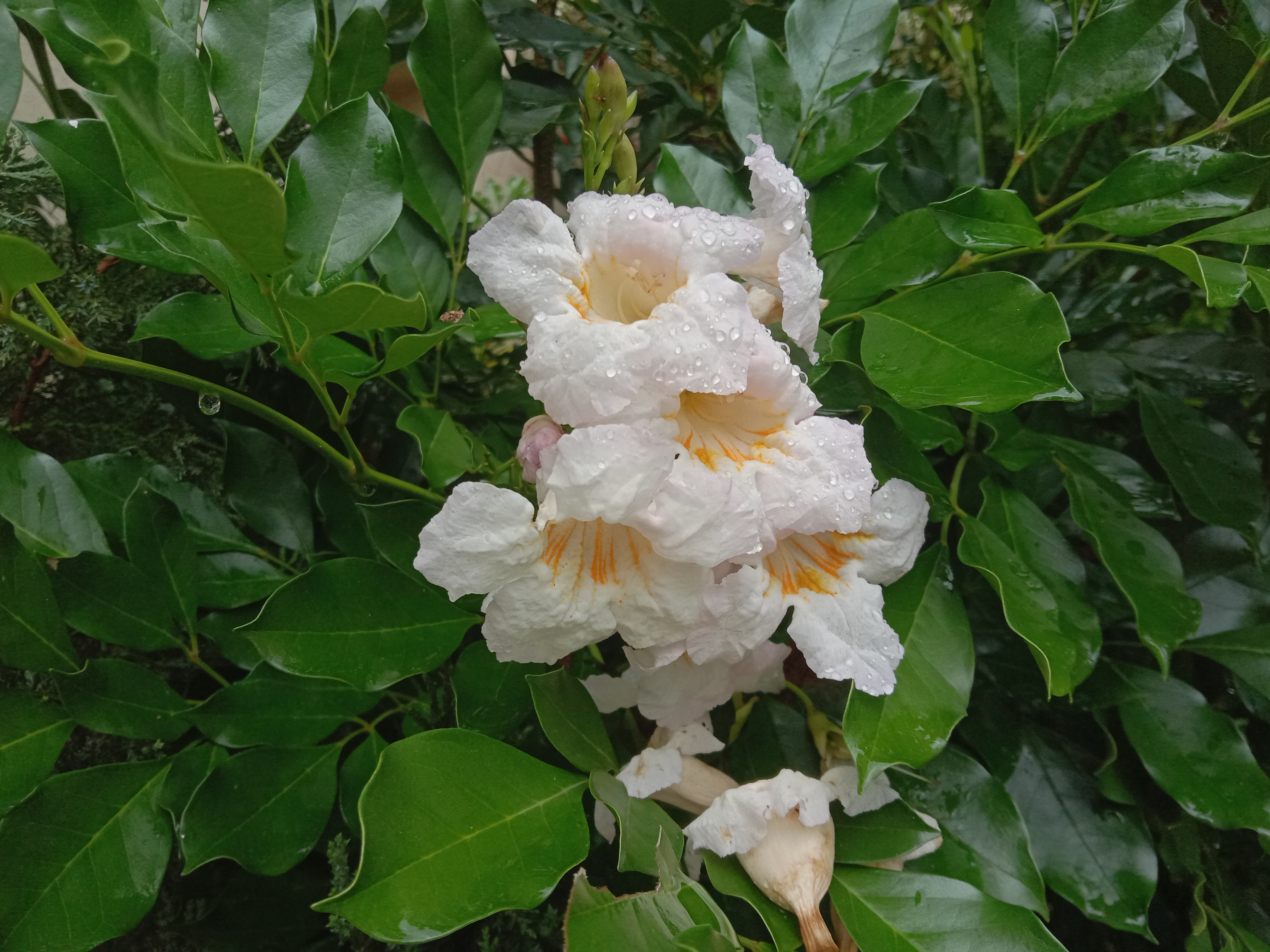
Blüten

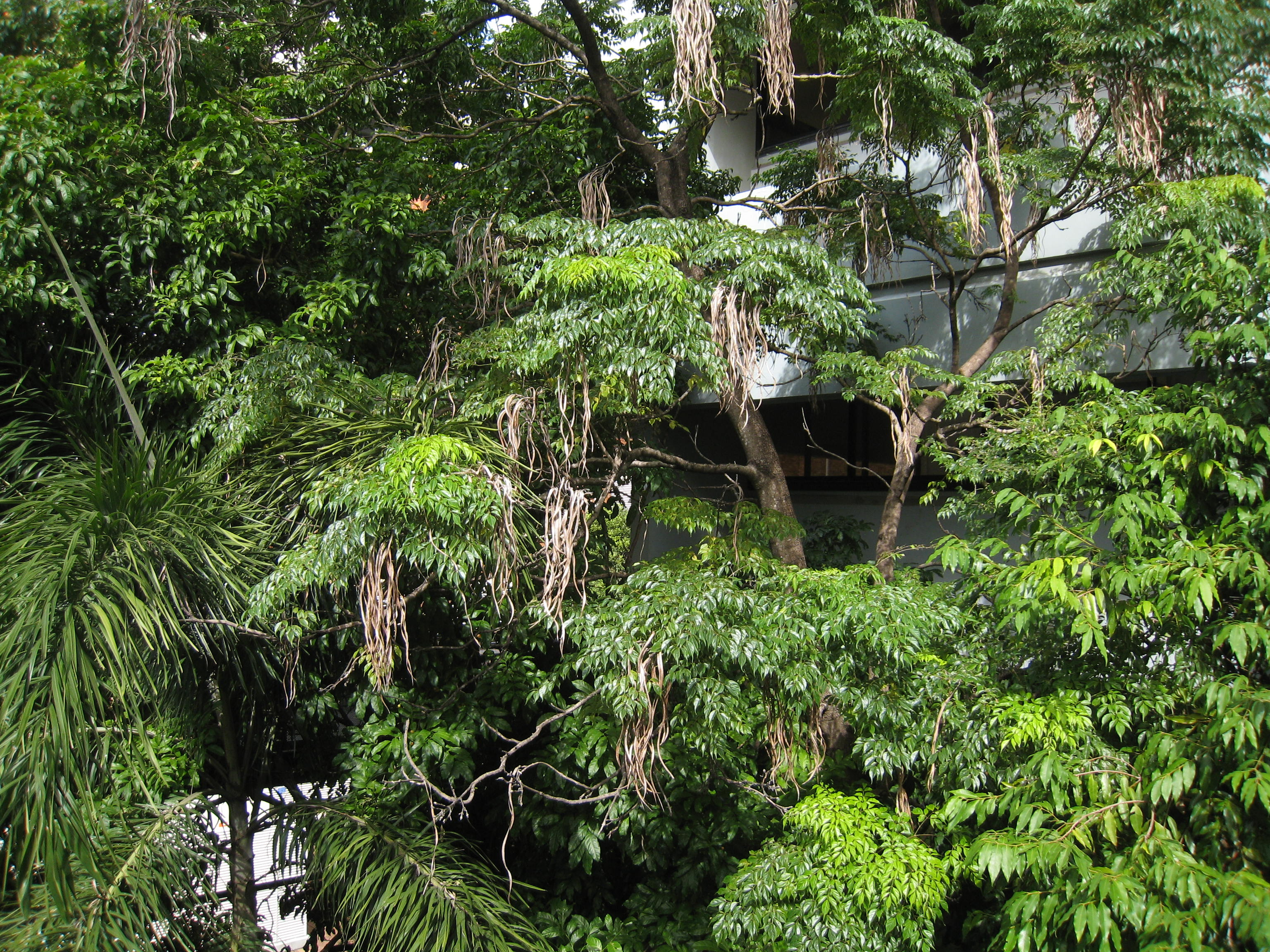
Fruchtstände

Die Zimmeresche wächst als immergrüner Baum, der Wuchshöhen von bis über 10 (bis zu 30) Metern erreicht, bleibt aber meist nur klein. Die Blattstiele, Blattachseln und Blütenstände sind kahl. Der Stammdurchmesser erreicht bis 1 Meter.
Die gegenständig oder zu dritt wirtelig an den Zweigen angeordneten Laubblätter sind in Blattstiel und -spreite gegliedert. Die zusammengesetzte Blattspreite ist zwei- bis dreimal unpaarig gefiedert. Es sind nur wenige Fiederpaare 1. Ordnung vorhanden. Die Blattrhachis besitzt eine Länge von bis 30 cm. Die Rhachen 1. bis 3. Ordnung sind rinnig. Die Stielchen der Blättchen sind kürzer als 5 Millimeter; das terminale hat eine Länge von 1 bis 2 Zentimetern. Die unterseits helleren, ledrigen, kahlen Blättchen sind eiförmig bis verkehrt-eiförmig oder elliptisch, 4 bis 8 Zentimeter lang und 2 bis 3,5 Zentimeter breit. Die Basis ist spitz und der Rand ist ganzrandig, die Spitze ist zugespitzt bis geschwänzt. Auf jeder Seite der Mittelrippe stehen fünf oder sechs laterale Blattadern.

### Generative Merkmale
Die Blütezeit reicht in China von Mai bis September. Die doldenrispigen Blütenstände stehen endständig, aufrecht, haben eine Länge von 25 bis 35 Zentimetern. Die früh abfallenden Tragblätter sind bei einer Länge etwa 10 Zentimetern linealisch-lanzettlich. Die Deckblätter haben eine Länge von 4 bis 6 Zentimeter.
Die große, duftende, zwittrige und kurz gestielte Blüte ist zygomorph und fünfzählig mit doppelter Blütenhülle. Der leicht kegelig verwachsene, an der Basis leicht bauchige, bis 4 Zentimeter lange Blütenkelch besitzt kurze, eiförmige, bis 12 Millimeter lange Kelchzähne. Die schmal-trichterförmige Krone ist weiß bis blassgelb und bis zu 14 Zentimeter lang. Die untere Kronröhre ist schmal, schlank und der obere Teil ist trichterförmig geweitet. Die kürzeren, knittrigen Kronlappen sind gerundet und etwa 2,5 Zentimeter lang. Die vier knapp eingeschlossenen Staubblätter sind didynamisch, es ist ein fadenförmiges, steriles Staminodium vorhanden. Die spreizenden Antheren besitzen ein kleines Anhängsel an der Spitze. Die Samenanlagen des oberständigen, schmal-kegeligen und zweikammerigen, kahlen Fruchtknotens sind zweireihig, der lange Griffel ist leicht hervorstehend, die Narbe ist zweilappig. Es ist ein Diskus vorhanden. An der Basis zwischen dem Kelch und der Kronröhre liegt eine weiße „Schleimschicht“.
Die zwischen Oktober und Dezember reifenden, hängenden, meist gebogenen, linealischen, ledrigen, leicht rippigen, zylindrischen, zugespitzten und vielsamigen, lokulizidalen Kapselfrüchte weisen eine Länge von bis 85 Zentimetern und einen Durchmesser von etwa 1–1,5 Zentimeter auf. Das Perikarp ist dünn, Lentizellen werden nur undeutlich ausgebildet. Die Scheidewand (Septum) ist drehrund und leicht eingedrückt. Die flachen, beidseits geflügelten Samen sind elliptisch und einschließlich der feinen, papierigen, durchscheinenden Flügel bis 2 Zentimeter groß. Die offenen Kapseln bleiben noch lange an der Pflanze stehen.

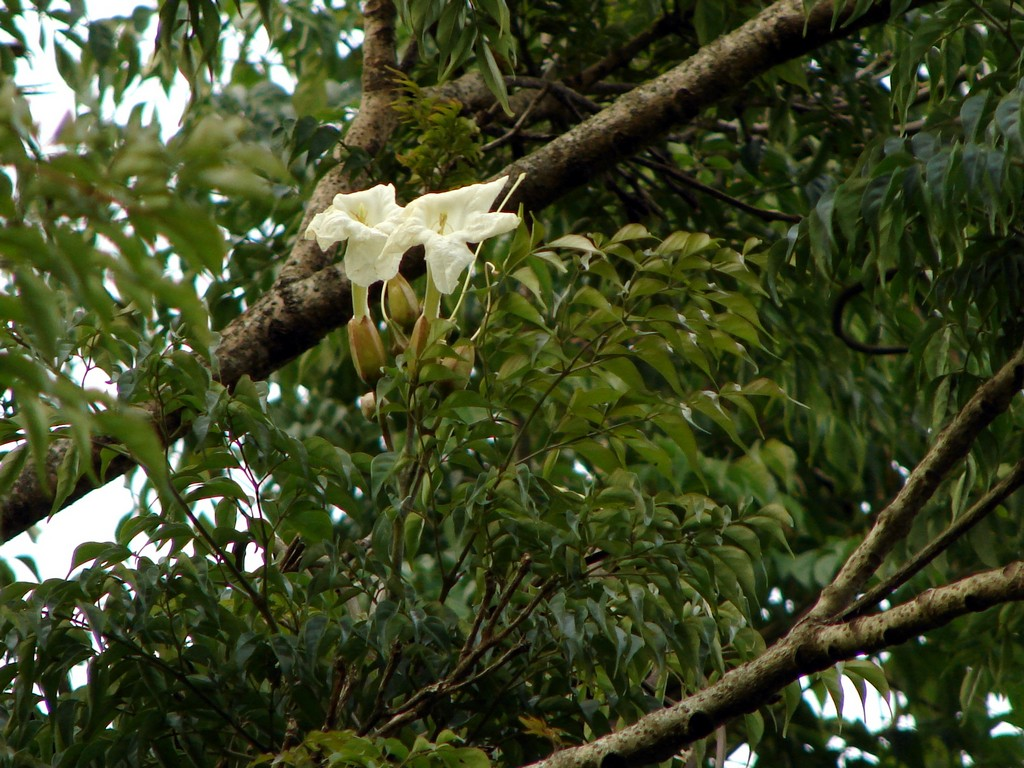
Zimmeresche mit Blüten

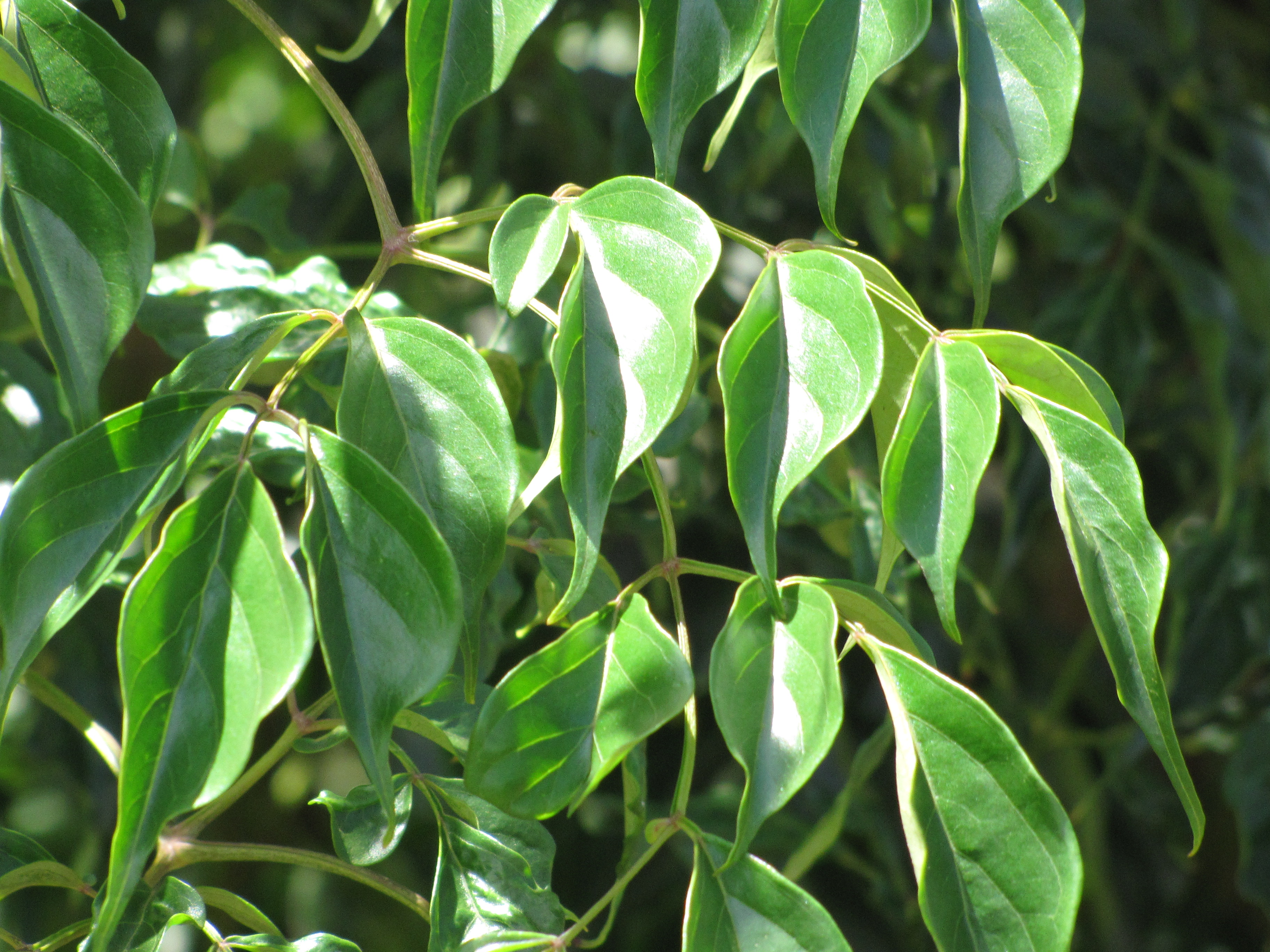
Gefiederte Blätter

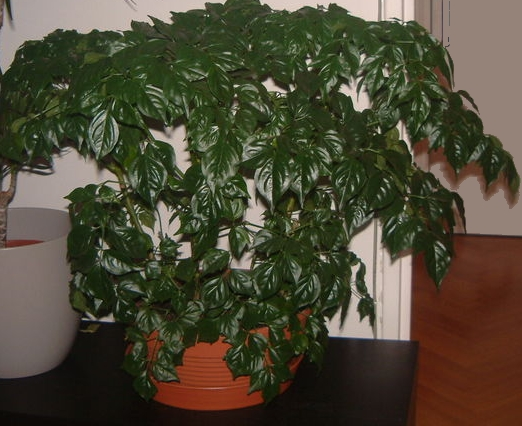
Als Zimmerpflanze

## Vorkommen
Radermachera sinica ist in den chinesischen Provinzen Guangdong, Guangxi, Guizhou sowie Yunnan und auf Taiwan, in Bhutan, Nordostindien, im nördlichen Myanmar sowie in Vietnam verbreitet. Das Verbreitungsgebiet reicht vom Himalaya bis Taiwan und zur Malaiischen Halbinsel. In China wächst sie an Berghängen und in Wäldern in Höhenlagen von 300 bis 800 Metern. Im US-Bundesstaat Florida gilt sie als eingeführte Spezies.

## Taxonomie
Die Zimmeresche wurde 1882 von Henry Fletcher Hance in Journal of Botany, British and Foreign Band 20 Seite 16 als Stereospermum sinicum erstbeschrieben. Die Art wurde 1902 von William Botting Hemsley in Hooker's Icones Plantarum Band 28 Tafel 2728 als Radermachera sinica (Hance) Hemsl. in die Gattung Radermachera gestellt. Ein Synonym ist Radermachera tonkinensis Dop.